# Dirk Jan de Geer
Dirk Jan de Geer (Groningen, 14 december 1870 – Soest, 27 november 1960) was een Nederlands politicus en telg uit de familie De Geer. De Geer was tijdens het interbellum bij elkaar 21 jaar lang Tweede Kamerlid, raadslid in Rotterdam, gedeputeerde van Zuid-Holland, burgemeester van Arnhem, drie maal minister van Financiën en twee maal minister-president. Hij werd in augustus 1940 door koningin Wilhelmina ontslagen als minister-president van het kabinet in ballingschap en werd na de Tweede Wereldoorlog veroordeeld voor benadeling van de staat. Hij moest ook zijn twee koninklijke onderscheidingen inleveren.

## Politieke loopbaan

### Leider CHU
Na een cum laude promotie in de rechten aan de Universiteit Utrecht in 1895 en een politieke en journalistieke carrière kwam De Geer in 1907 in de Tweede Kamer voor de Christelijk-Historische Partij (CHP, in 1908 opgegaan in de Christelijk-Historische Unie CHU), waarin hij aanvankelijk als vooruitstrevend te boek stond. Zo pleitte hij al in 1909 voor invoering van het algemeen kiesrecht, een standpunt waarmee hij aan de rechterzijde alleen stond. Na het vertrek van Alexander de Savornin Lohman werd De Geer de leider van de CHU.

### Minister en premier
Tussen 1921 en 1933 was hij enkele malen minister van Financiën. In 1923, tijdens het tweede kabinet-Ruijs de Beerenbrouck, trad hij af omdat hij zich niet kon verenigen met de financiële gevolgen van de Vlootwet. Een belangrijk wetgevend succes was zijn Financiële-Verhoudingswet. In totaal was hij meer dan tien jaar minister van Financiën, een tijdsduur die slechts wordt geëvenaard door Pieter Philip van Bosse en Gerrit Zalm. In 1926 viel het kabinet-Colijn I, waarin hij minister van Binnenlandse Zaken was, in de Nacht van Kersten op de kwestie van het Vaticaans gezantschap. De Geer vormde een extraparlementair kabinet (Kabinet-De Geer I) dat het tot 1929 zou uithouden. In 1933 werd hij benoemd tot minister van staat. Zijn bestuurlijke carrière leek ten einde, maar door de dreiging van een wereldoorlog werd nogmaals een beroep op hem gedaan.

### Oorlogsjaren
Na de val van het kabinet-Colijn V in juli 1939 vormde De Geer het eerste kabinet met sociaaldemocraten (kabinet-De Geer II, 1939-1940). Zijn langdurige politieke loopbaan moest hij enkele maanden na aanvang van de Tweede Wereldoorlog gedesillusioneerd beëindigen, omdat koningin Wilhelmina het vertrouwen in hem verloor wegens zijn defaitistische houding. Zij ontsloeg hem eind augustus 1940 als premier en minister van Financiën. Zijn standpunt dat Groot-Brittannië de oorlog nooit zou kunnen winnen en dat er vrede met nazi-Duitsland gesloten moest worden, werd door haar en anderen gezien als schadelijk voor het aanzien van de Nederlandse overheid bij de geallieerden en de neutrale staten. Wilhelmina verving hem door Pieter Sjoerds Gerbrandy. 
De Geer keerde in 1941 terug naar het bezette Nederland, zonder goedkeuring van Gerbrandy, maar met toestemming van de Duitse bezettingsautoriteiten. De terugkeer van een oud-minister-president kwam hen om propagandistische redenen goed uit. Ook de NSB verheugde zich over zijn terugkeer. De regering in ballingschap beschouwde zijn terugkeer als verraad. Wilhelmina en Gerbrandy betitelden het als "desertie".
Na zijn terugkeer schreef De Geer (met goedkeuring van commissaris-generaal Fritz Schmidt) in het dagblad ‘Het Vaderland’ een rechtvaardiging en hij beloofde: "Het is mijn voornemen, mij van alle politiek te onthouden en slechts als een vergeten burger te leven." Maar al een jaar later publiceerde De Geer de brochure De synthese in den oorlog waarin hij zijn terugkeer uit Londen verdedigde, aangaf geen heil te zien in een voortzetting van de oorlog tegen de Duitsers en voorstander was van een synthese van democratie en nationaalsocialisme. In het bezette Nederland kreeg hij de bijnaam Jonk de G: zonder heer en zonder eer.
De Geers houding ten opzichte van het nationaalsocialisme kan mede verklaard worden door familierelaties. Hij was een zwager van de nationaalsocialist Ernst Voorhoeve en de schoonvader van de schilder Pyke Koch.
De Geer kwam in januari 1942 in contact met de spion voor de Duitse Sicherheitsdienst (SD) Anton van der Waals. Deze zocht toenadering tot de oud-premier en deed zich voor als geheim agent. In naam van koningin Wilhelmina vroeg hij of De Geer wilde toetreden tot een nieuw opgericht Nationaal Comité, dat bestond uit bekende politici en zakenlui. De Geer zei dat hij wel wilde toetreden als de koningin zich kon vinden in de inhoud van de net afgeronde – maar nog niet gepubliceerde – brochure De synthese in den oorlog. Van der Waals zorgde er daadwerkelijk voor dat de tekst van de brochure via een bevriende handelaar een maand later in Engeland terechtkwam. Doordat de Nederlandse regering de inhoud kende, kon zij er na verschijning snel afstand van nemen via Radio Oranje. Van der Waals liet kort daarna niets meer van zich horen. Waarschijnlijk had hij toenadering tot De Geer gezocht om erachter te komen of die nog in contact stond met Londen, wat dus niet het geval was.

### Vervolging
De Geers houding bracht hem na de oorlog voor de bijzondere strafrechter en hij werd in oktober 1947 tot een jaar voorwaardelijke gevangenisstraf veroordeeld wegens opzettelijke benadeling van de staat. Na de strafrechter volgde de zuivering: op 12 november 1947 werd hij ontslagen als minister van staat. Ook werd hem in mei 1950 per koninklijk besluit en met toepassing van de Wet zuivering Nederlandse ridderorden 1946 (Stbl. no G 261) zijn lidmaatschap van de orde van de Nederlandse Leeuw en de Orde van Oranje Nassau ontnomen.
Meindert van der Kaaij promoveerde in 2012 op De Geer met het proefschrift Een eenzaam staatsman, een biografie van Dirk de Geer. Daarin betwijfelt de journalist van dagblad Trouw of De Geer na de oorlog een eerlijk strafproces gekregen heeft. De procureur-fiscaal bij het Bijzonder Gerechtshof die hem aanklaagde, Nico Sikkel, was een zwager van Pieter Gerbrandy. Deze had hem aan die positie geholpen, toen Gerbrandy minister van Justitie was. Gerbrandy spande zich volgens Van der Kaaij in om De Geer veroordeeld te krijgen. Zo stelt Van der Kaaij dat Gerbrandy wederrechtelijk selectief geheime notulen van de ministerraad aan zijn zwager heeft gegeven.